# Західно-Хрестищенське газоконденсатне родовище
Західно-Хрестищенське газоконденсатне родовище — належить до Машівсько-Шебелинського газоносного району Східного нафтогазоносного регіону України.

## Опис
Розташоване в Харківській області на відстані 25 км від м. Берестин.
Приурочене до центр. тектоніч. зони Дніпровського грабену.
Знаходиться в південно-східній частині приосьової зони Дніпровсько-Донецької западини в межах Хрестищенсько-Єфремівського валу. Підняття (міжкупольна структура, похована під комплексом мезокайнозойських відкладів) виявлене в 1952 р. У пермсько-кам'яновугільних відкладах структура являє собою брахіантикліналь північно-західного простягання, південно-східна частина якої повністю зруйнована Хрестищенським соляним штоком. Розміри підняття у верхах карбону 11,0×5,2 м, амплітуда 800 м. У 1968 р. з інт. 3728-3735 м отримано фонтан газу дебітом 1038 тис. м³/добу. Продуктивні відклади верхнього карбону — нижньої пермі.
Поклади пластові або масивно-пластові, склепінчасті, тектонічно екрановані, деякі також літологічно обмежені. Газоносними є порові і порово-тріщинні пісковики. Пористість 12-15 %, проникність 1-334 мД. Покрівля покладу на абсолютній відмітці мінус 2557 м, ГВК — мінус 3720 м. Висота покладу 1163 м. Початковий пластовий тиск 41,8 мПа, t 82 °С. Вміст СН4 92 %, N2 до 1,5 %, конденсату — 64-78 г/м³. Режим покладів газовий.
Експлуатується з 1970 р. Запаси початкові видобувні категорій А+В+С1: газу — 335100 млн. м³; конденсату — 13289 тис. т.

## Аварія 1972 року
Докладніше Факел (ядерний вибух)
9 липня 1972 на родовищі відбулася спроба ліквідації аварійного факела газу за допомогою підземного ядерного вибуху.